# Барселонський ботанічний сад
Барселонський ботанічний сад (кат. Jardí Botànic de Barcelona, ісп. Jardín Botánico de Barcelona) — ботанічний сад у Барселоні, адміністратівному центрі Каталонії (Іспанія). Відкритий для відвідувачів 18 квітня 1999 року на місці старого звалища в парку Монжуїк. На території саду знаходиться Ботанічний інститут Барселони (IBB-CSIC).
Сад площею 14 га розташований на висоті від 100 до 140 метрів над рівнем моря та має форму великого амфітеатру, який звернений на північний захід. З нього відкривається прекрасний вид на дельту річки Льобрегат і олімпійські об'єкти гори Монжуїк.
Ботанічний сад спеціалізується на рослинах регіонів із середземноморським кліматом та поділений на сектори, які представляють головні регіони з цим кліматом. Це Австралія, Чилі, Каліфорнія, Південна Африка, західне та східне Середземномор'я. Окремий сектор присвячений флорі Канарських островів.
Ботанічний сад є членом Міжнародної ради ботанічних садів (BGCI) та Іберійсько-макаронезійської асоціації ботанічних садів (AIMJB) і бере участь у Міжнародній програмі з охорони ботанічних садів. Міжнародний ідентифікаційний код ботанічного саду BC.

## Колекції
У колекціях ботанічного саду представлені рослини з регіонів світу, які мають середземноморський клімат, для якого характерні довгий сухе літо, м'яка зима і дощові весна і осінь. Цей клімат зустрічається тільки на 5 % земної поверхні в різних регіонах світу, тому рослини в ботанічному саду згруповані по цих регіонах.
Стежки дозволяють переходити з сектора в сектор, починаючи з сектора Канарських островів, розташованого біля входу, і закінчуючи сектором західного Середземномор'я, у якому знаходиться ботанічний інститут.
- Канарські острови представлені пальмами, а також різними видами молочаю і синяка.
- Південна Африка представлена такими рослинами як акація і Erythrina, а також яскравими квітами газанії.
- Чилі представлено пуйями та Echinopsis pachanoi.
- Австралія: ліс, у якому переважають банксії, гревілеї та евкаліпти. Цей ботанічний сад відомий тим, що в ньому росте Wollemia nobilis, одна з найдревніших рослин на Землі, яка була поширена в юрському періоді і довгий час вважалась вимерлою.
- Каліфорнія: різноманітні лісові формації, у тому числі секвої, сосни, кипариси і дуби, а юки й агави зайняли напівпосушливі території.
- Східне Середземномор'я: переважають рослини родини айстрових.
- Західне Середземномор'ї: типовим є чапараль, де переважають глухокропивові та ароматичні рослини.
- Північна Африка: кедр атласький, арганія, а також деякі глухокропивові.

## Галерея

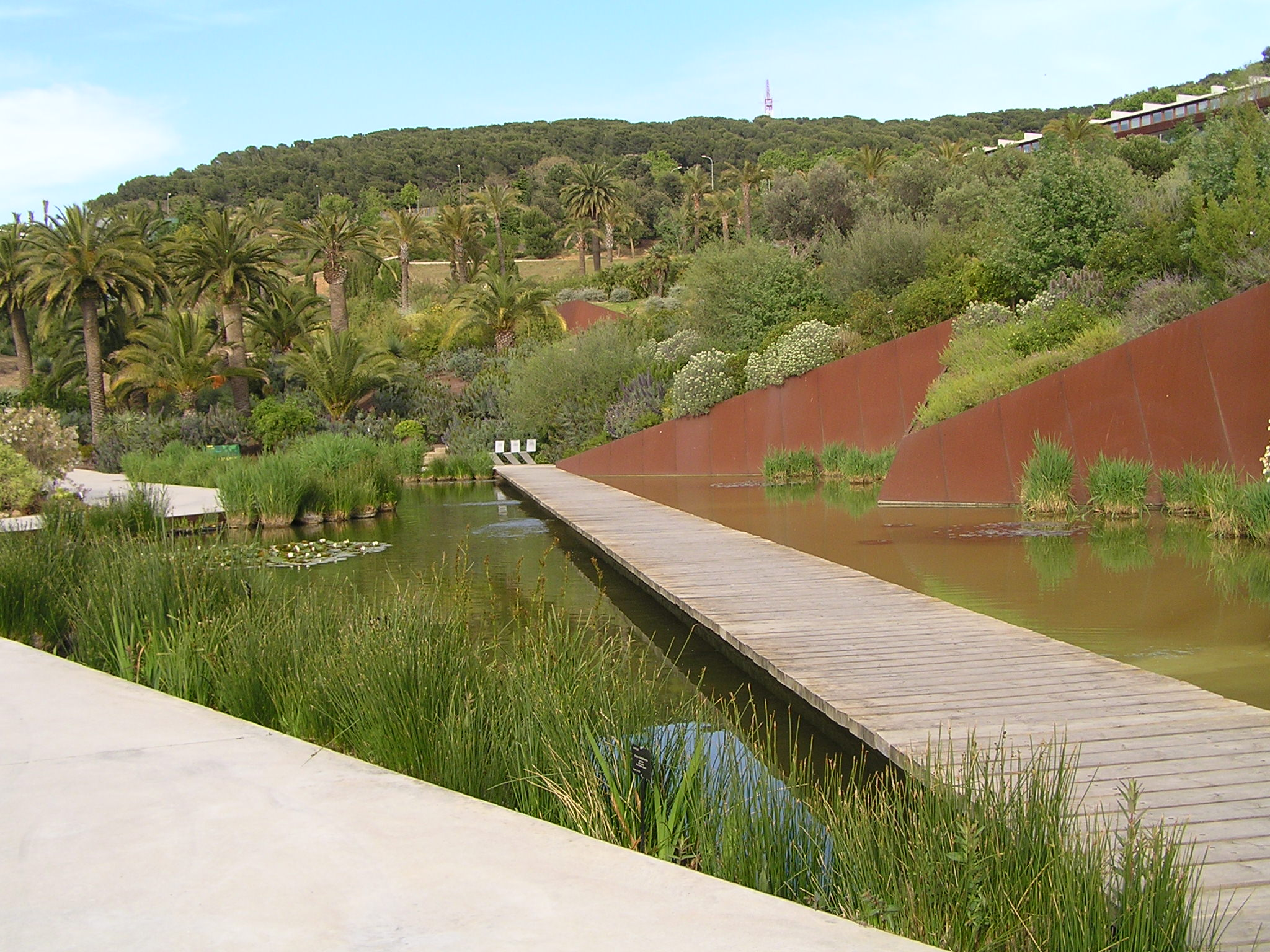
Ботанічний сад Барселони зі спорудою Ботанічного інституту у верхньому правому куті.
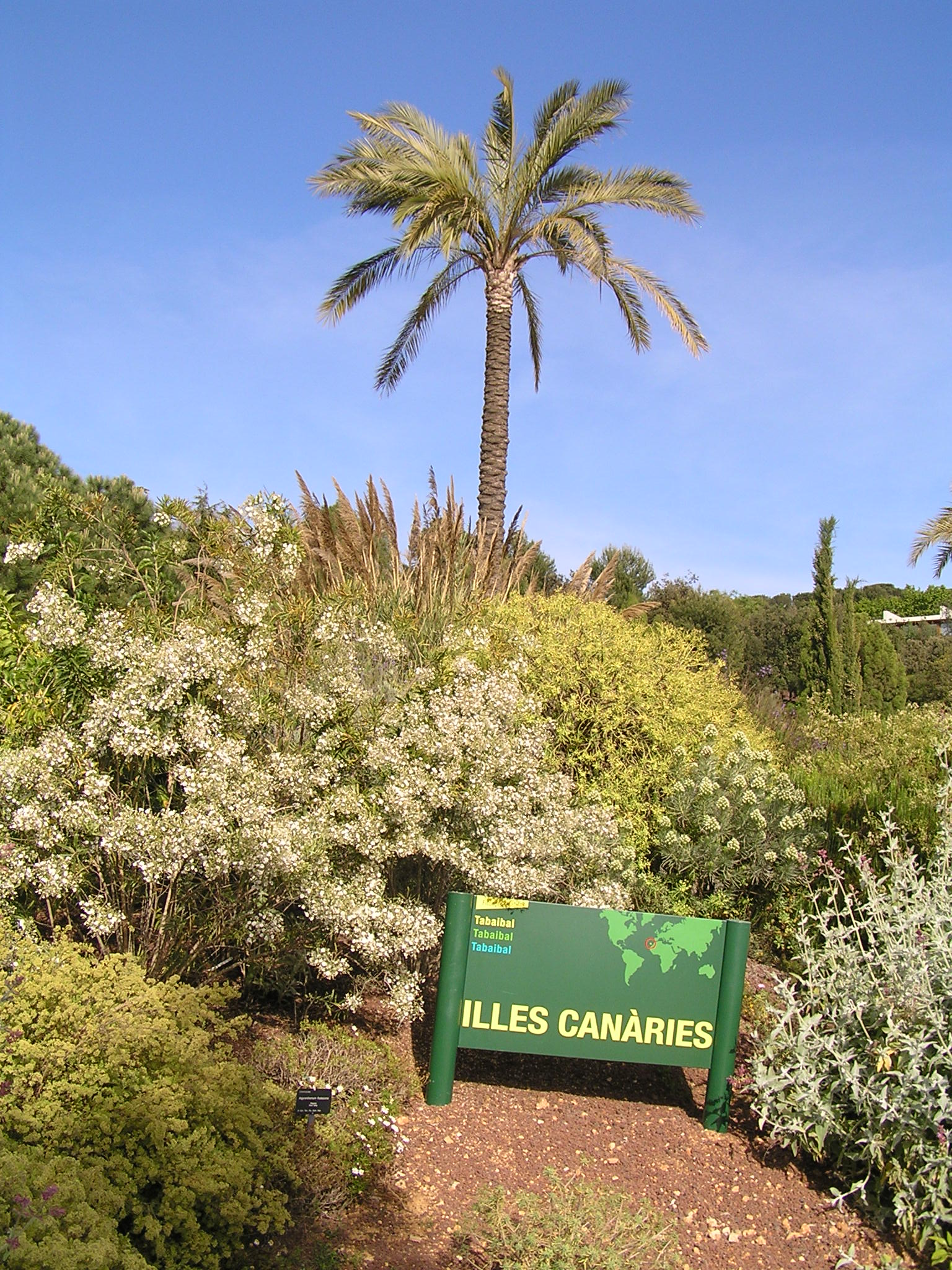
Сектор Канарських островів.
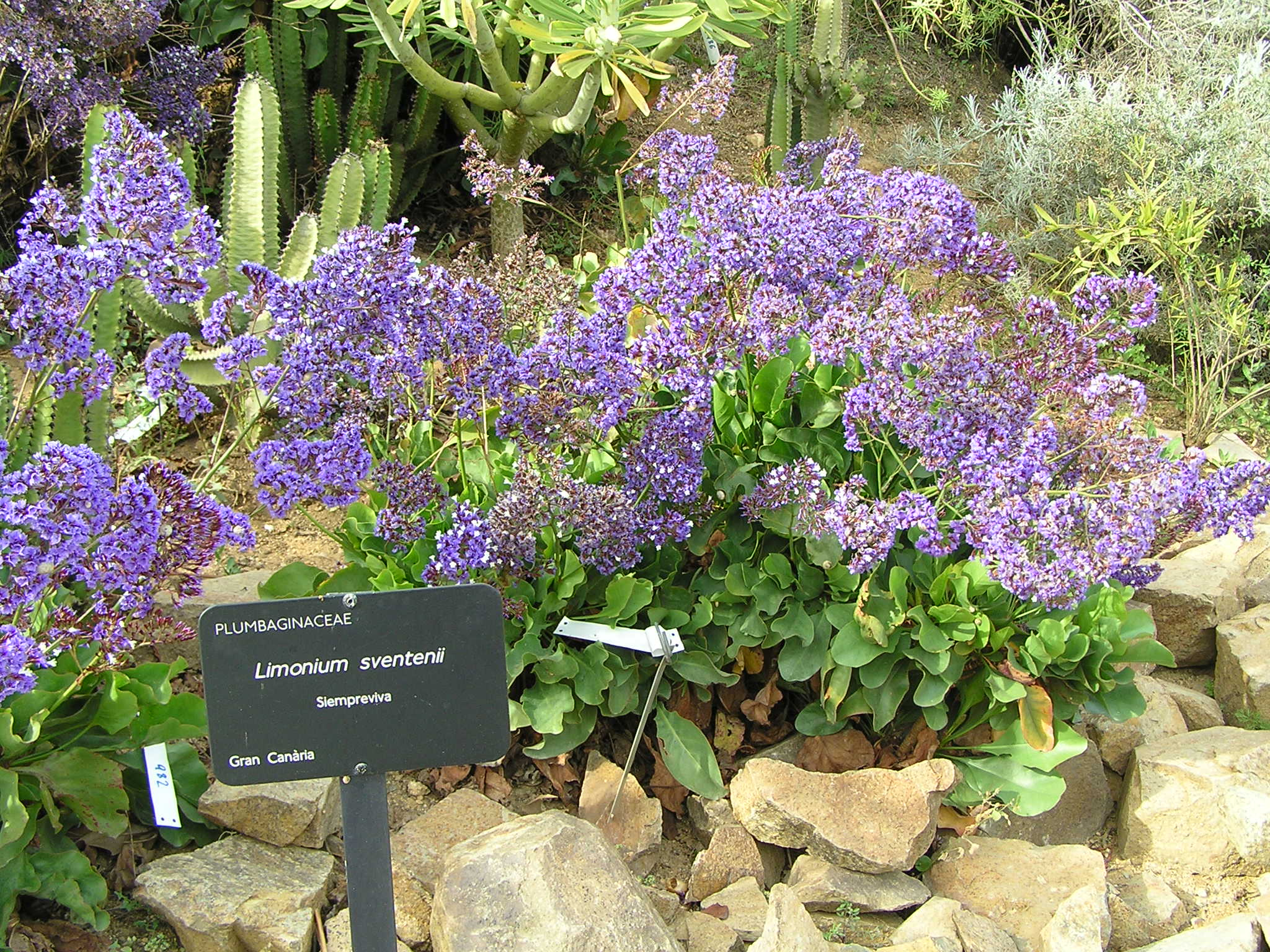
Limonium sventenii
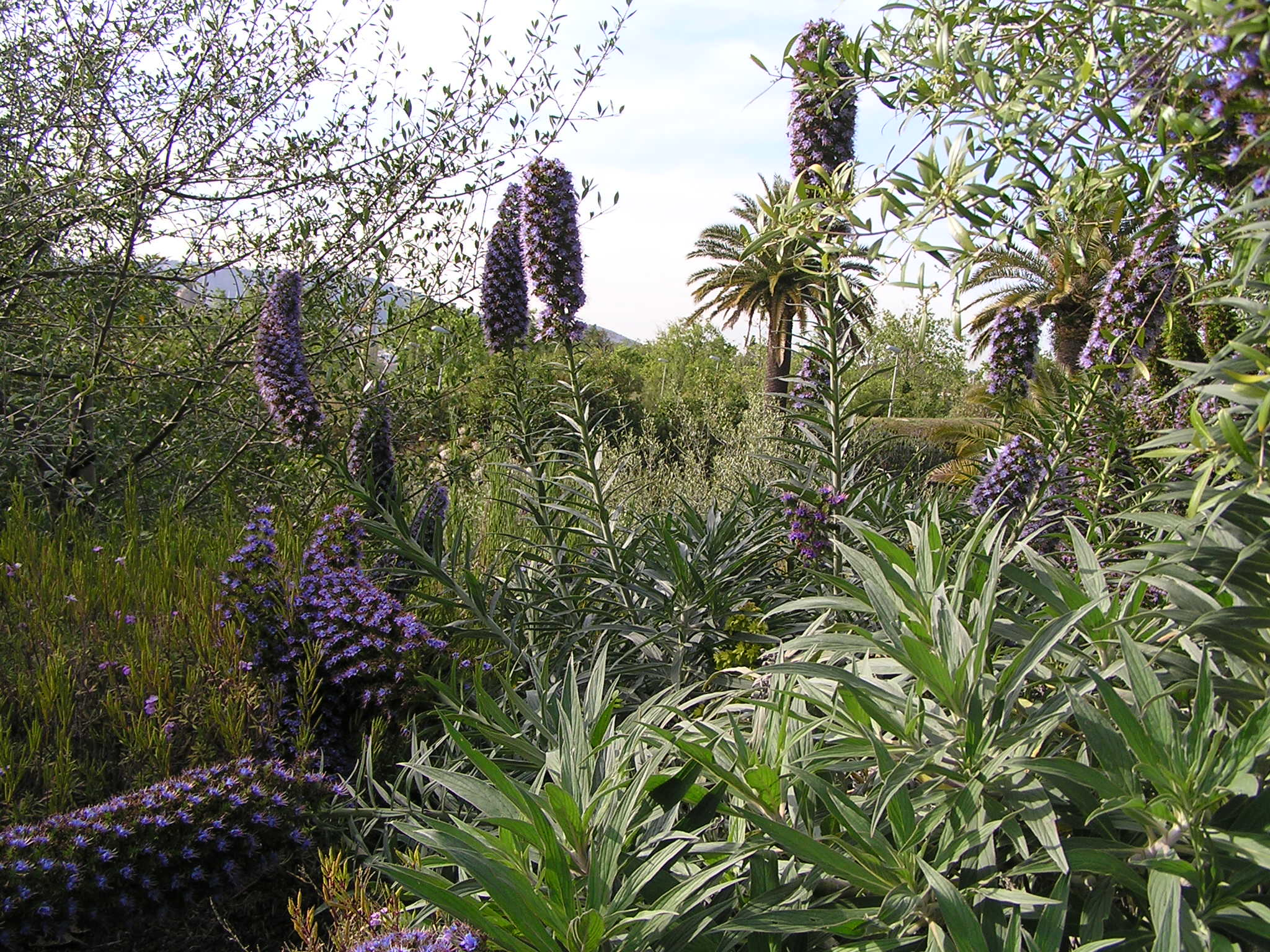
Echium candicans, ендемік Мадейри.
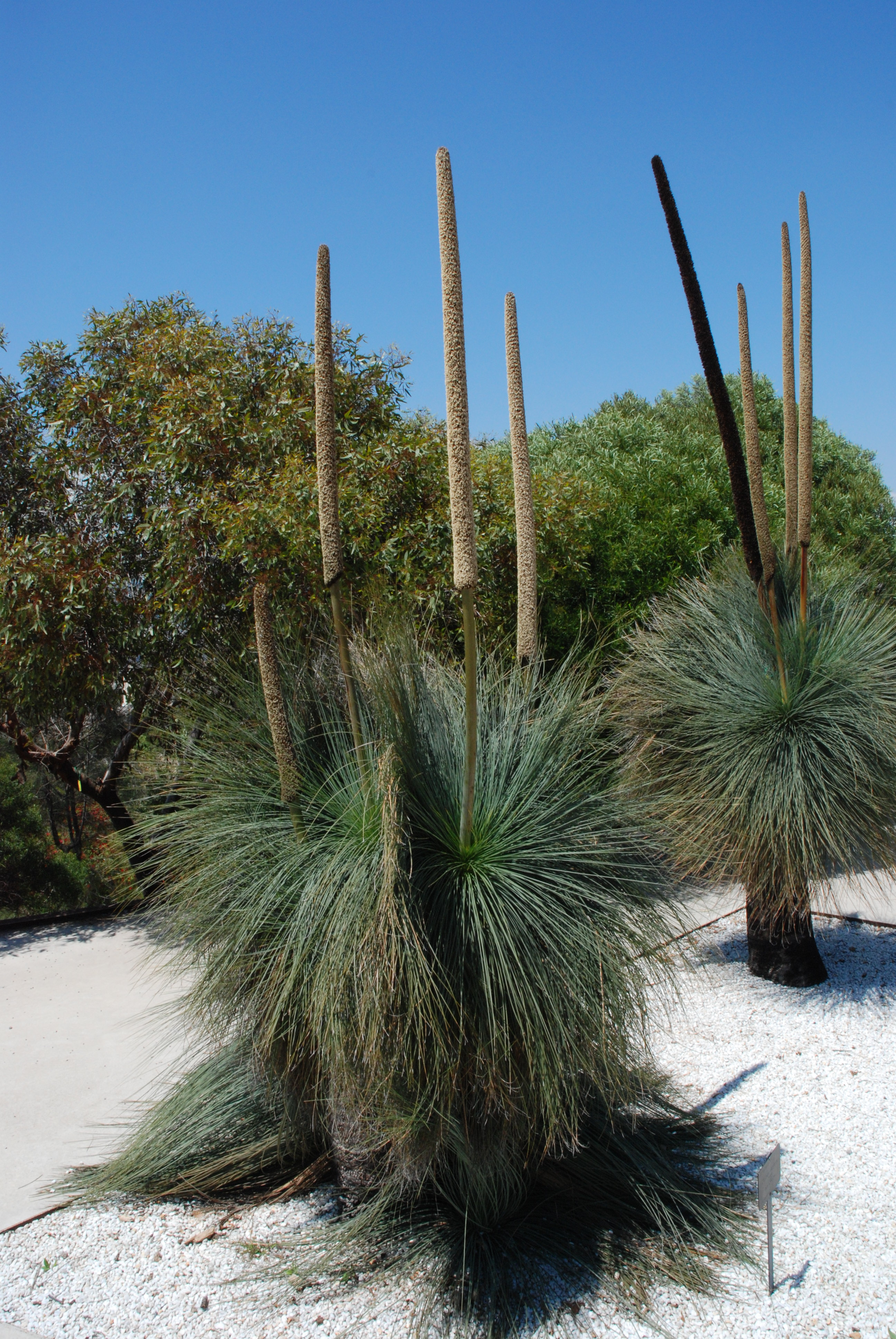
Xanthorrhoea glauca, представник австралійської флори.
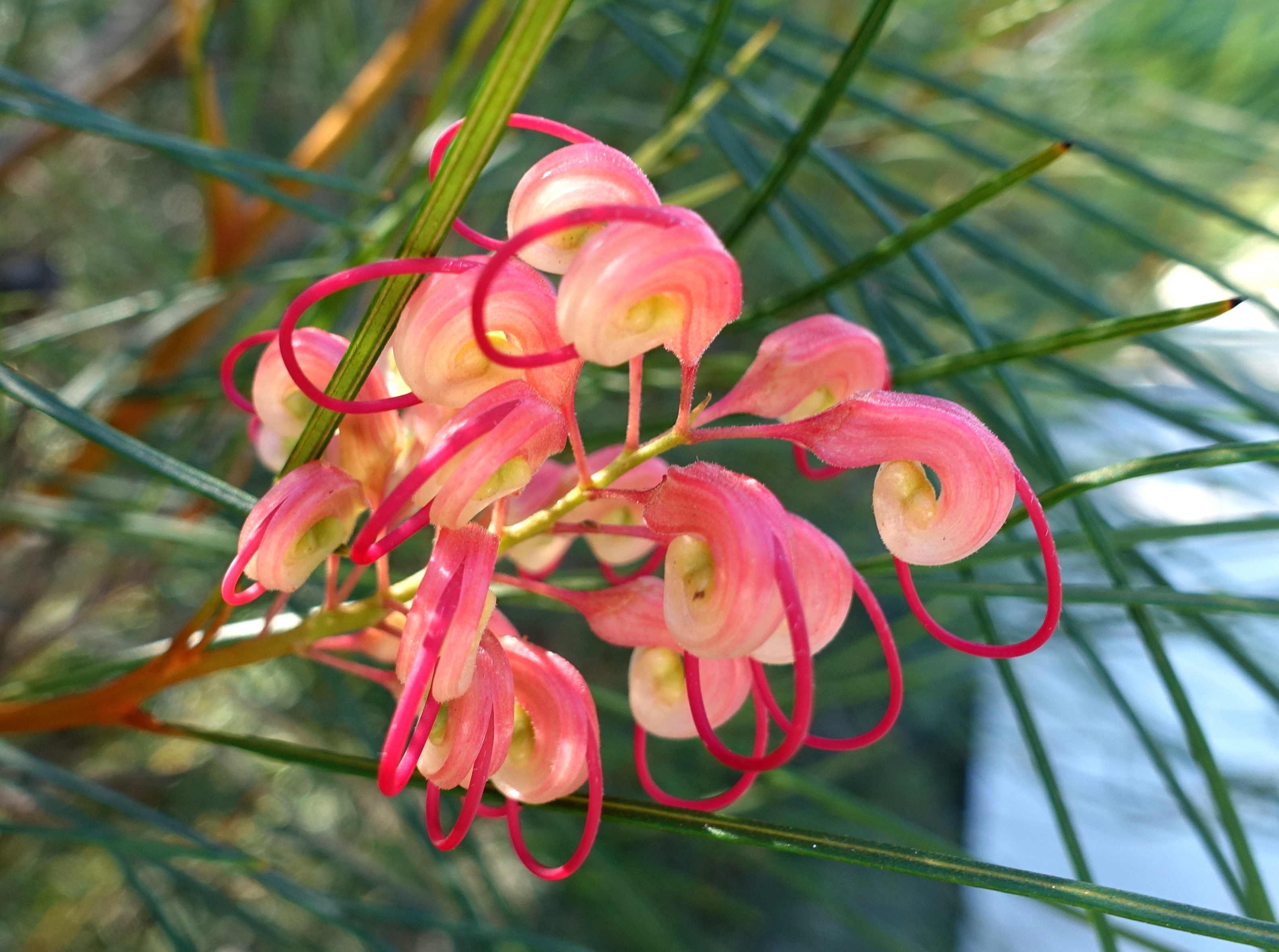
Grevillea johnsonii
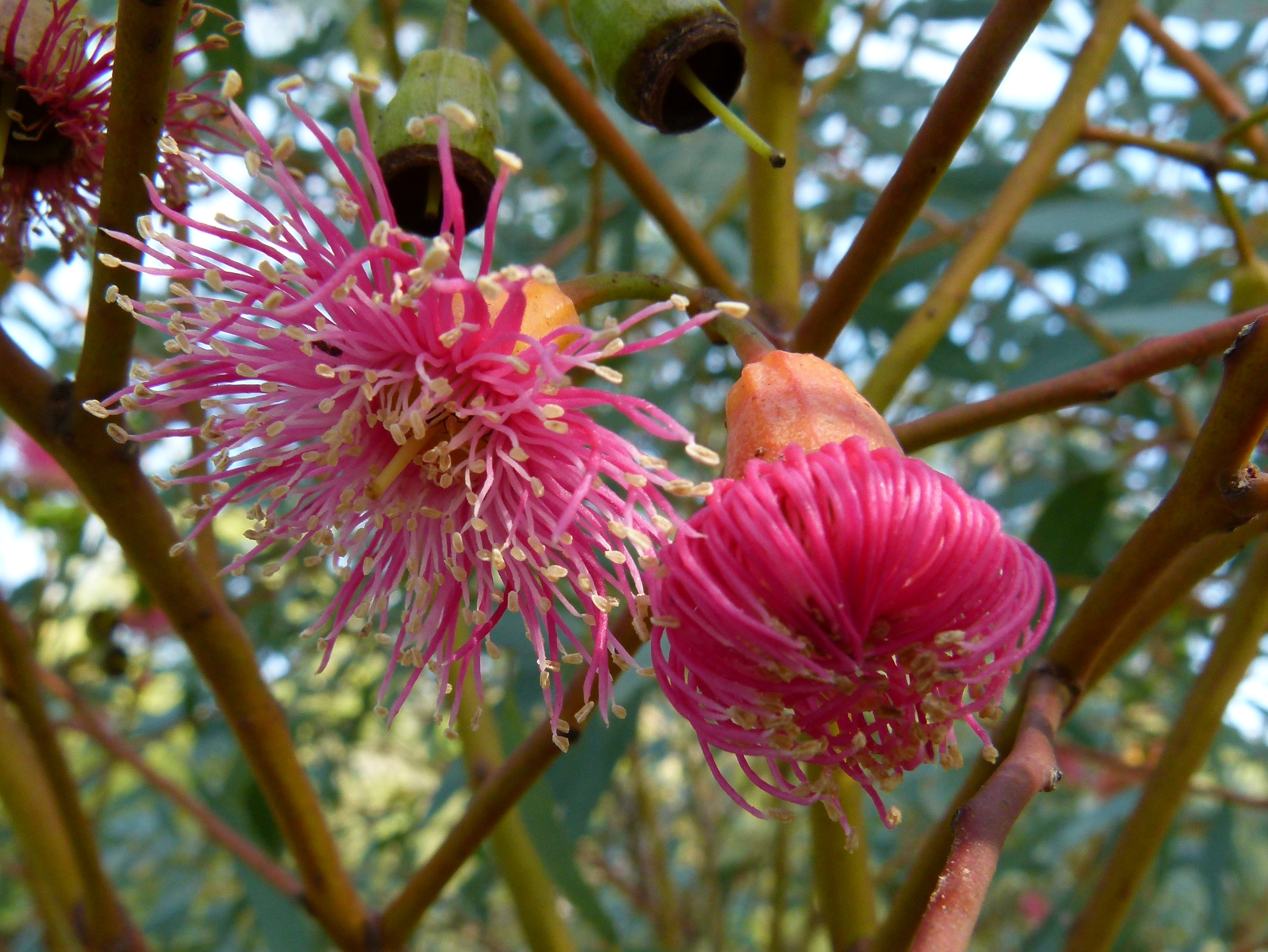
Eucalyptus torquata
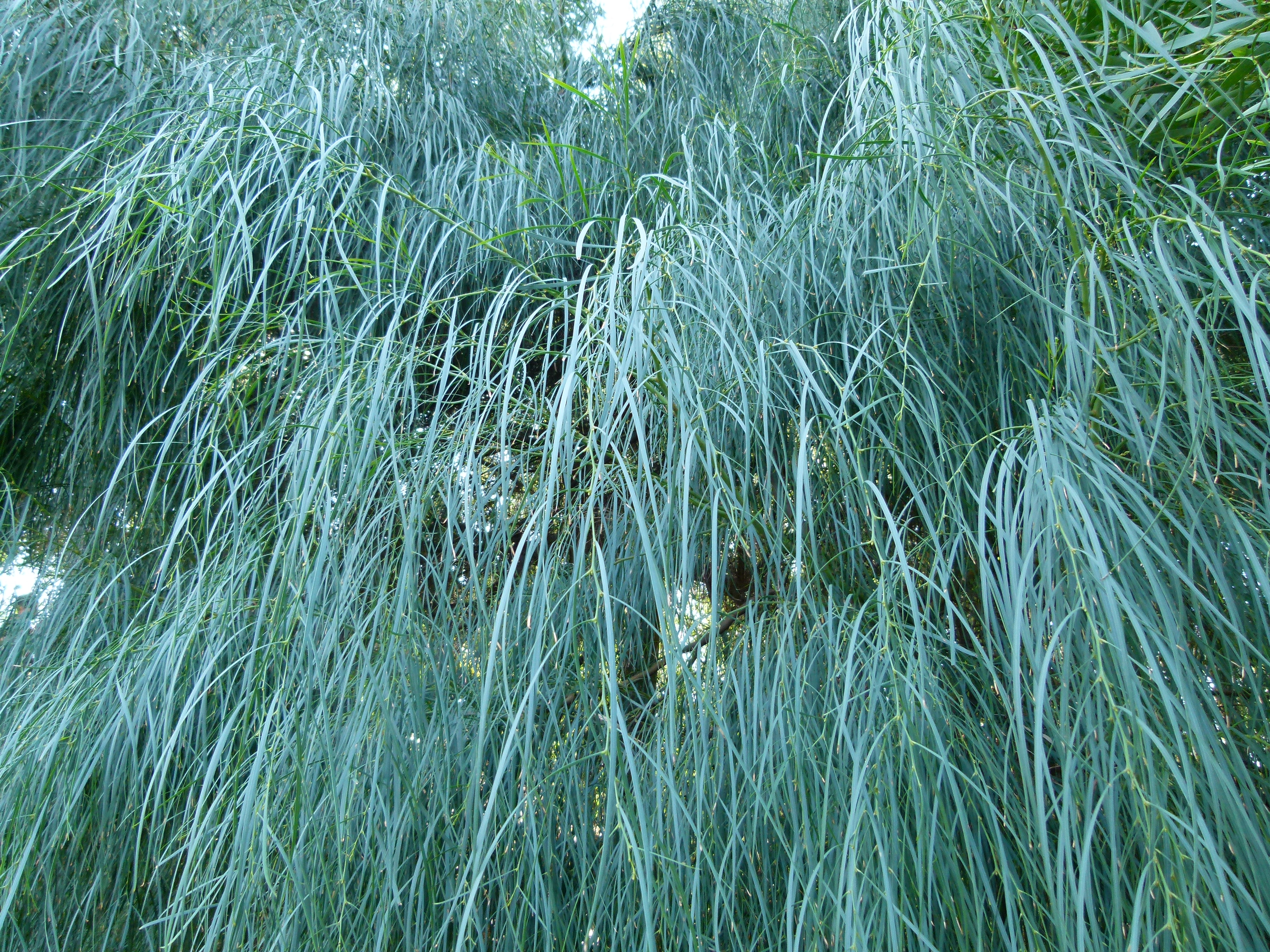
Acacia saligna
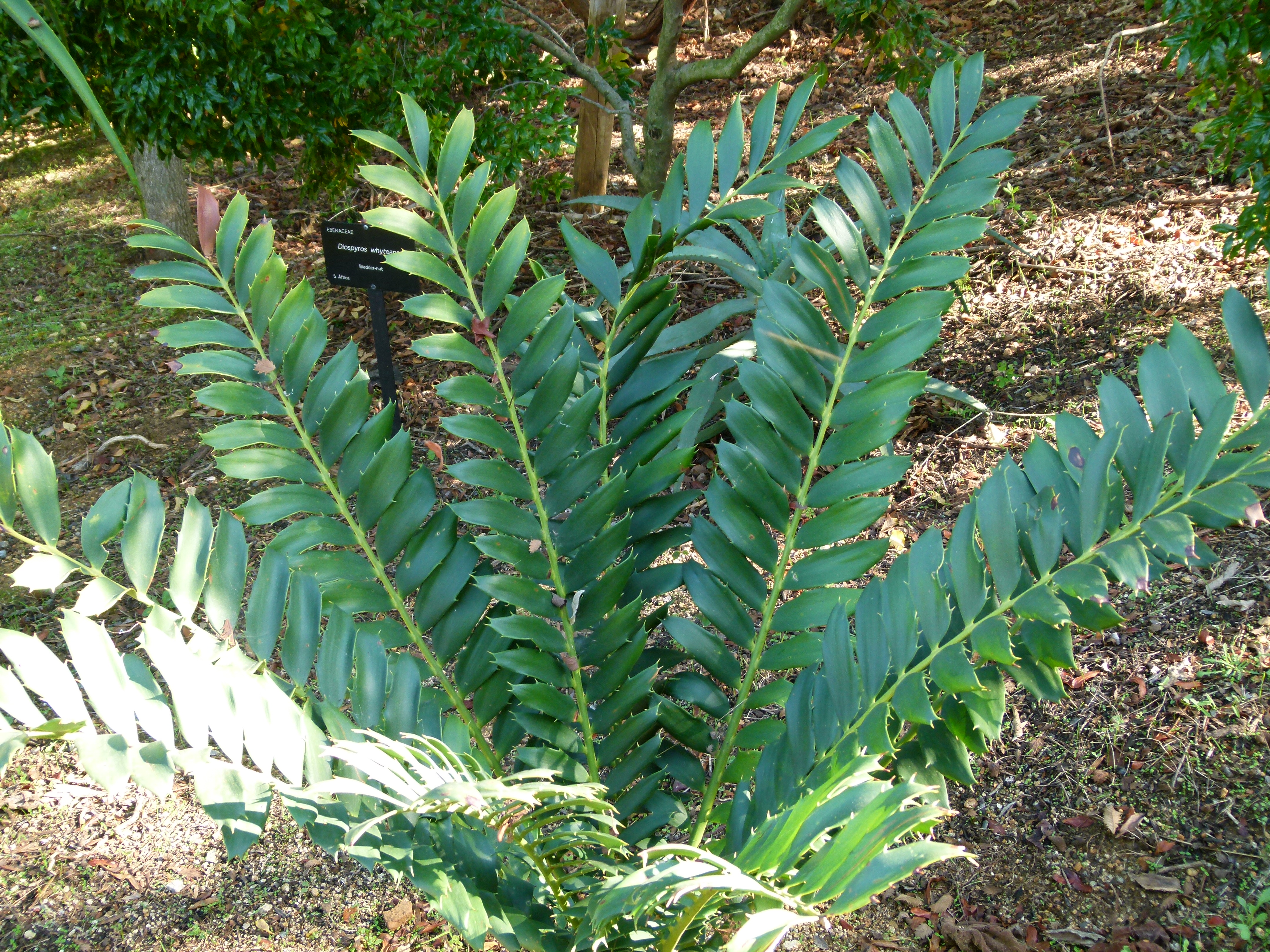
Encephalartos ferox, представник південно-африканської флори.
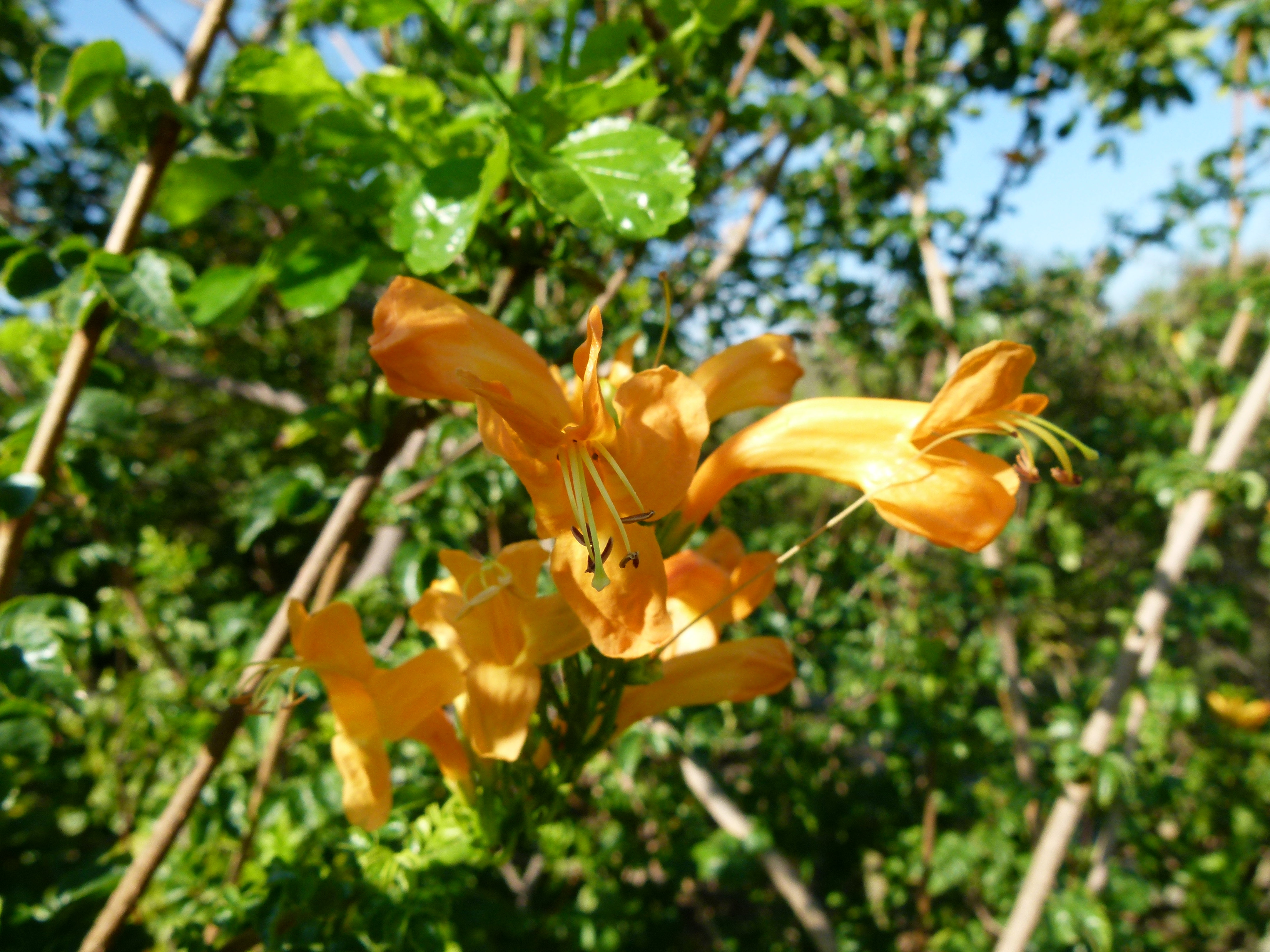
Tecoma capensis